# Ra's as-Sana
Raʼs as-Sanah ( en arabe : رأس السنة   , /raʔs asˈsana/, familièrement: /ra(ː)s es-/ ; anglais : New Year  ) signifie littéralement «Début de l'année» en arabe et fait référence au début d'une nouvelle année. Cela peut s'appliquer à l'un des éléments suivants:
- Nouvel an pour l' année grégorienne
- Nouvel an islamique
- Rosh Hashanah, le nouvel an juif dans le calendrier hébreu
- La date change chaque année